# 天仙鎮抗戰小學舊址
天仙鎮抗戰小學舊址位於四川省瀘州市納溪區，文物遺址年代判定為1940年。2007年6月1日公佈為四川省第七批文物保護單位。